# Billy Martin (jazzmusiker)
Billy Martin är en amerikansk jazztrummis, mest känd som medlem av jazzfunk-trion Medeski Martin & Wood.

## Diskografi

### Bob Moses
- Visit with the Great Spirit (1983, Gramavision)
- Drummingbirds (1984, Amulet)
- The Story of Moses (1987, Gramavision)
- Time Stood Still (1993, Gramavision)

### Ned Rothenberg
- Overlays (1991, Moers)
- Real and Imagined Time (1995, Moers)

### John Lurie and the Lounge Lizards
- Live in Berlin Vol. 1 & 2 audio and film (1991)
- The John Lurie National Orchestra - Men with Sticks (1993)
- Get Shorty soundtrack (1995)
- Fishing with John soundtrack (1998)
- African Swim/Manny and Low soundtrack (1999)
- The Legendary Marvin Pontiac (1999)

### Medeski Martin & Wood
- Notes from the Underground (1991, Amulet)
- It's a Jungle in Here (1993, Gramavision/Ryko)
- Friday Afternoon in the Universe (1995, Gramavision/Ryko)
- Get Shorty soundtrack (1995)
- Shack-man (1996, Gramavision/Ryko)
- Farmer's Reserve (1996, Indirecto/Amulet)
- Wim Wender's The End of Violence soundtrack (1997)
- Great Jewish Music: Serge Gainsbourg (1997, Tzadik)
- Great Jewish Music – Burt Bacharach (1997, Tzadik)
- Great Jewish Music: Marc Bolan (1998, Tzadik)
- Combustication (1998, Blue Note)
- Last Chance to Dance Trance (Perhaps) (1999)
- Tonic (2000, Blue Note)
- The Dropper (2000, Blue Note)
- Uninvisible (2002, Blue Note)
- End of the World Party (Just in Case) (2004, Blue Note)
- Voices in the Wilderness (2003, Tzadik)
- Let's Go Everywhere (2008)
- Radiolarians I (2008)
- Radiolarians II (2009)

### Iggy Pop
- Avenue B (1999, Virgin)

### Oren Bloedow
- Luckiest Boy in the World (1998, Knitting Factory Works)

### Chris Whitley
- Perfect Day (2000)

### John Scofield
- A Go Go (1998, Verve)
- Out Louder (2006, Indirecto)

### Samm Bennett and Chunk
- Life of Crime (1991, Knitting Factory Works)

### Som soloartist och kammarorkesterkompositör
- Starlings (2006, Tzadik)
- Black Elk Speaks (2001, Amulet)
- Solo Live Tonic (2002, Amulet)

### Illy B Eats
- Illy B Eats Vol. 1 – Groove Bang and Jive Around (2001, Amulet)
- Drop the Needle (2001, Amulet)
- Antidote (2002, Amulet)
- The Turntable Sessions Vol. 1 (2002, Amulet)
- Illy B Eats Vol. 2 (Amulet)
- Illy B Eats Vol. 3 (Amulet)

### Socket
- January 14 & 15 (2005, Amulet)

### Dave Burrell
- Consequences (2006, Amulet)

### G. Calvin Weston
- Percussion Duets (1996, Amulet)
- Houston Hall (2006, Amulet)

### DJ Spooky
- Optometry (2002, Thirsty Ear)

### DJ Logic
- For No One in Particular (2003, Amulet)
- Project Logic (1999, Rope-a-Dope)
- Global Noize (2008, Shanachie Recordings)

### Healing Sound series
- Falling Water (1997, Amulet)

### W/ Wil Blades
- Shimmy (2012, Royal Potato Family)